# Dii involuti
Na religião etrusca, os dii involuti (do latim, "deuses envoltos" ou "ocultos", também di involuti ou dii superiores et involuti - deuses superiores e velados) eram um grupo de deuses, ou possivelmente um princípio, superior ao panteão comum dos deuses. Em contraste com os deuses etruscos comuns, incluindo os Dii Consentes, os dii involuti não eram objeto de culto direto e eram nunca retratados. Seus atributos e número específicos são desconhecidos; Jean-René Jannot sugere que eles podem representar um princípio arcaico da divindade ou "o próprio destino que domina os deuses individualizados".
 

Acreditava-se que o deus do céu Tinia necessitava do consentimento deles para lançar o terceiro tipo de raio (manubia), de maior importância hierárquica e mais incisivo, porque serve para interromper uma ação em curso. Segundo Sêneca em suas Naturales quaestiones 2.41, 
[Etruscos] dizem que os raios são enviados por Júpiter e atribuem a ele três manubiae. A primeira, como dizem, alerta e é delicada e é enviada pela decisão do próprio Júpiter. A segunda, Júpiter também envia, mas seguindo a recomendação de um conselho, pois convoca doze deuses; esse raio às vezes realiza algo de bom, mas mesmo assim também traz danos; não ajuda sem prejudicar. A terceira manubia Júpiter também envia, mas convoca os conselhos dos deuses a quem os etruscos chamam de Superiores, ou Deuses Velados (Dii Superiores et Involuti), porque o raio destrói tudo o que atinge e em todos os lugares altera o estado de assuntos públicos ou privados que encontra, pois o fogo não permite que nada permaneça como estava.
Os dii involuti podem ser idênticos aos "Deuses Secretos do Favor" mencionados por Marciano Capela.